# Liste der Kulturdenkmäler in Etzbach
In der Liste der Kulturdenkmäler in Etzbach sind alle Kulturdenkmäler der rheinland-pfälzischen Gemeinde Etzbach aufgelistet. Grundlage ist die Denkmalliste des Landes Rheinland-Pfalz (Stand: 4. Mai 2023).

## Einzeldenkmäler
| Bezeichnung     | Lage                        | Baujahr                             | Beschreibung                                                        | Bild |
| --------------- | --------------------------- | ----------------------------------- | ------------------------------------------------------------------- | ---- |
| Wohnhaus        | Dorfstraße 1 Lage           | erstes Drittel des 18. Jahrhunderts | Fachwerkhaus, teilweise massiv, erstes Drittel des 18. Jahrhunderts | BW   |
| Eisenbahnbrücke | nordwestlich des Ortes Lage | 1860                                | Eisenbahnbrücke über die Sieg; fünfbogige Brücke, wohl von 1860     | BW   |